# Лебанон (Оклахома)
Лебанон (англ. Lebanon) — переписна місцевість (CDP) в США, в окрузі Маршалл штату Оклахома. Населення — 210 осіб (2020).

## Географія
Лебанон розташований за координатами 33°58′19″ пн. ш. 96°55′26″ зх. д. / 33.97194° пн. ш. 96.92389° зх. д. (33.971871, -96.923990).  За даними Бюро перепису населення США в 2010 році переписна місцевість мала площу 7,88 км², з яких 7,87 км² — суходіл та 0,01 км² — водойми. В 2017 році площа становила 10,54 км², з яких 8,00 км² — суходіл та 2,54 км² — водойми.

## Демографія
Згідно з переписом 2010 року, у переписній місцевості мешкали 303 особи в 134 домогосподарствах у складі 89 родин. Густота населення становила 38 осіб/км².  Було 181 помешкання (23/км²).
Расовий склад населення:
| - 77,9 % — білих - 10,6 % — корінних американців - 1,3 % — осіб інших рас |

До двох чи більше рас належало 10,2 %. Частка іспаномовних становила 1,7 % від усіх жителів.
За віковим діапазоном населення розподілялося таким чином: 20,1 % — особи молодші 18 років, 53,8 % — особи у віці 18—64 років, 26,1 % — особи у віці 65 років та старші. Медіана віку мешканця становила 47,8 року. На 100 осіб жіночої статі у переписній місцевості припадало 106,1 чоловіків;  на 100 жінок у віці від 18 років та старших — 96,7 чоловіків також старших 18 років.
Середній дохід на одне домашнє господарство  становив 35 437 доларів США (медіана — 32 344), а середній дохід на одну сім'ю — 44 532 долари (медіана — 40 526). За межею бідності перебувало 3,9 % осіб, у тому числі 0,0 % дітей у віці до 18 років та 8,1 % осіб у віці 65 років та старших.
Цивільне працевлаштоване населення становило 54 особи. Основні галузі зайнятості: освіта, охорона здоров'я та соціальна допомога — 40,7 %, фінанси, страхування та нерухомість — 22,2 %, роздрібна торгівля — 20,4 %.